# Disuguaglianza di Tolomeo
La disuguaglianza di Tolomeo, dovuta appunto a Claudio Tolomeo, è una disuguaglianza che coinvolge le misure dei lati e delle diagonali dei quadrilateri. 

## Enunciato
Dato un quadrilatero ABCD si ha che
{\displaystyle AB\cdot CD+BC\cdot DA\geq AC\cdot BD,}
avendosi l'uguaglianza se e solo se il quadrilatero è ciclico, ossia se è inscrivibile in una circonferenza. In tal caso, l'uguaglianza prende il nome di teorema di Tolomeo.